# Goulven (Finistère)
Pour les articles homonymes, voir Goulven.
Goulven [gulvɛ̃] (en breton : Goulc'hen) est une commune du département du Finistère, dans la région Bretagne, en France.

## Géographie
|          | La Manche | Tréflez  |
| Plouider | Goulven   | Tréflez  |
| Plouider | Plouider  | Plouider |

### Situation
Goulven se trouve à l'embouchure du petit fleuve côtier la Flèche, en bordure du littoral de la Manche et de la "Grève de Goulven", ou "Baie de Goulven", dont l'estran se découvre sur plusieurs kilomètres à marée basse, entre Plounéour-Trez et Plouescat. Les Dunes de Keremma, toutes proches sont en majeure partie situées sur le territoire de la commune voisine de Tréflez.

### La baie de Goulven

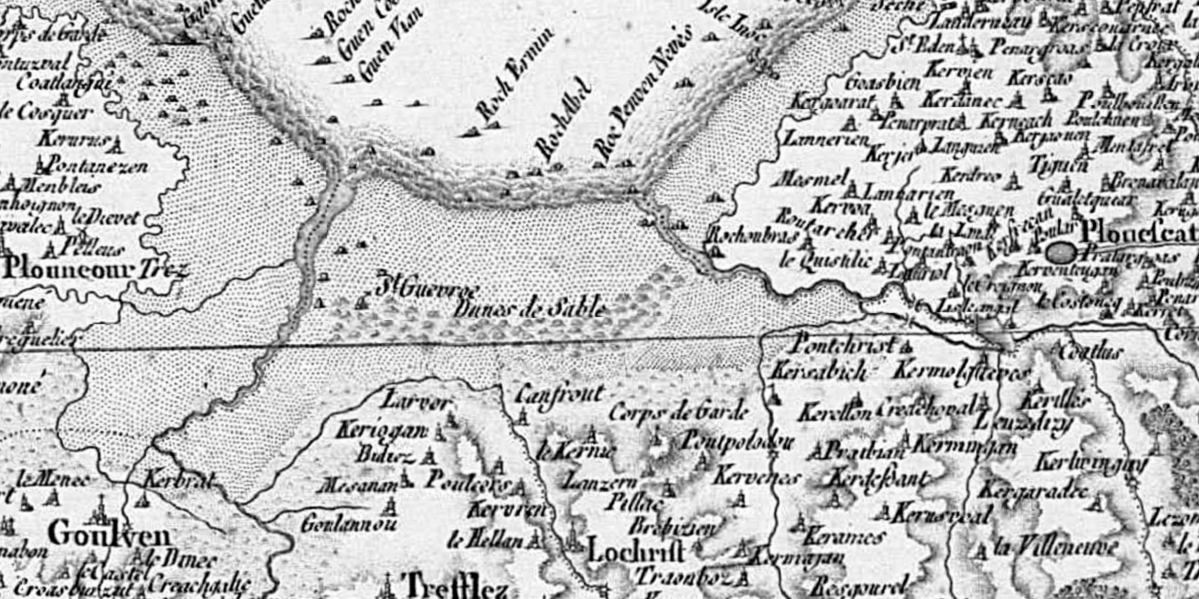
La Baie de Goulven dans la seconde moitié du XVIIIe siècle (carte de Cassini)

La baie de Goulven est connue comme étant une réserve ornithologique importante : bernaches, canards, avocettes, aigrettes, spatules… et nombreux petits limicoles.
Ce site protégé de plus de 180 hectares abrite chaque année des milliers d'oiseaux qui viennent se réfugier dans les herbes ou îlots rocheux au loin, à l'abri des prédateurs et des curieux. D'autres préfèrent la tranquillité de l'étang et sa roselière derrière la digue.
Au printemps, certaines espèces nichent même dans les dunes, ou en haut de plage.
Dans cet espace, on peut découvrir également une flore très riche. En effet, le fond botanique de cet écosystème est composé de près de 600 espèces de plantes.
La baie de Goulven est le résultat d'un fragile équilibre entre les éléments naturels et l'homme. En effet, elle met en présence un milieu marin, un milieu côtier avec ses plages, ses vasières, ses herbus, un marais avec ses eaux saumâtres et ses eaux douces, et une digue construite en 1823 par Louis Rousseau (père d'Armand Rousseau).

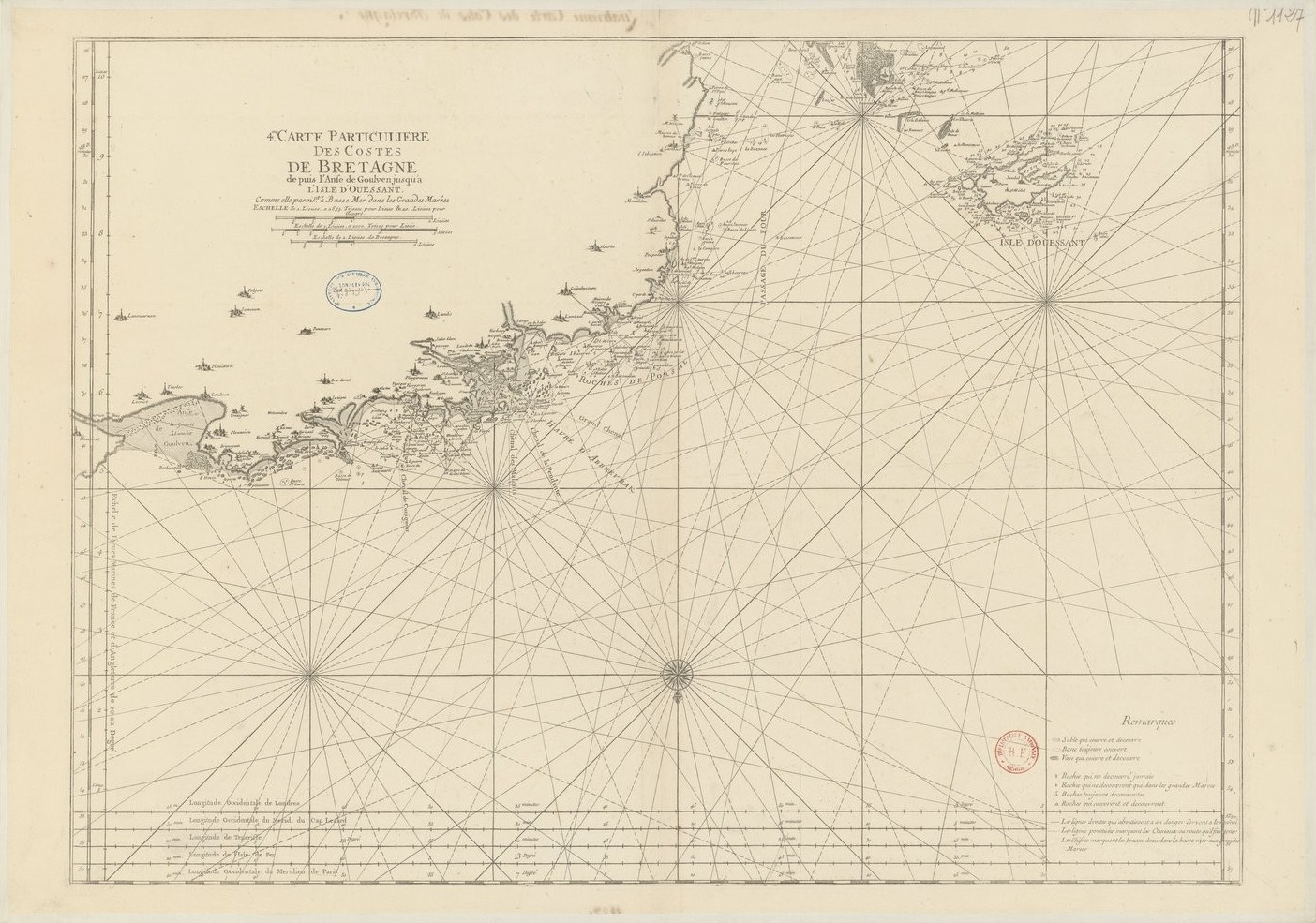
Carte particulière des côtes de Bretagne de l' Anse de Goulven à l'île d'Ouessant
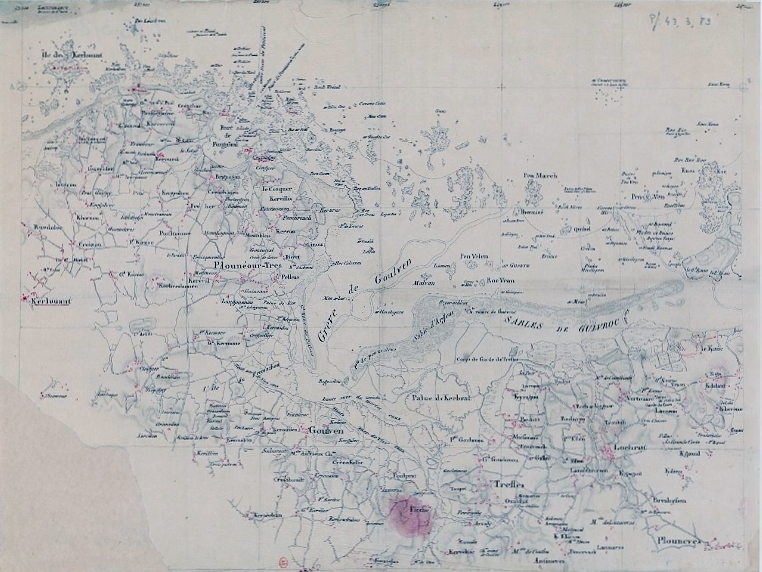
La Baie de Goulven et l'Anse de Kernic entre 1771 et 1785
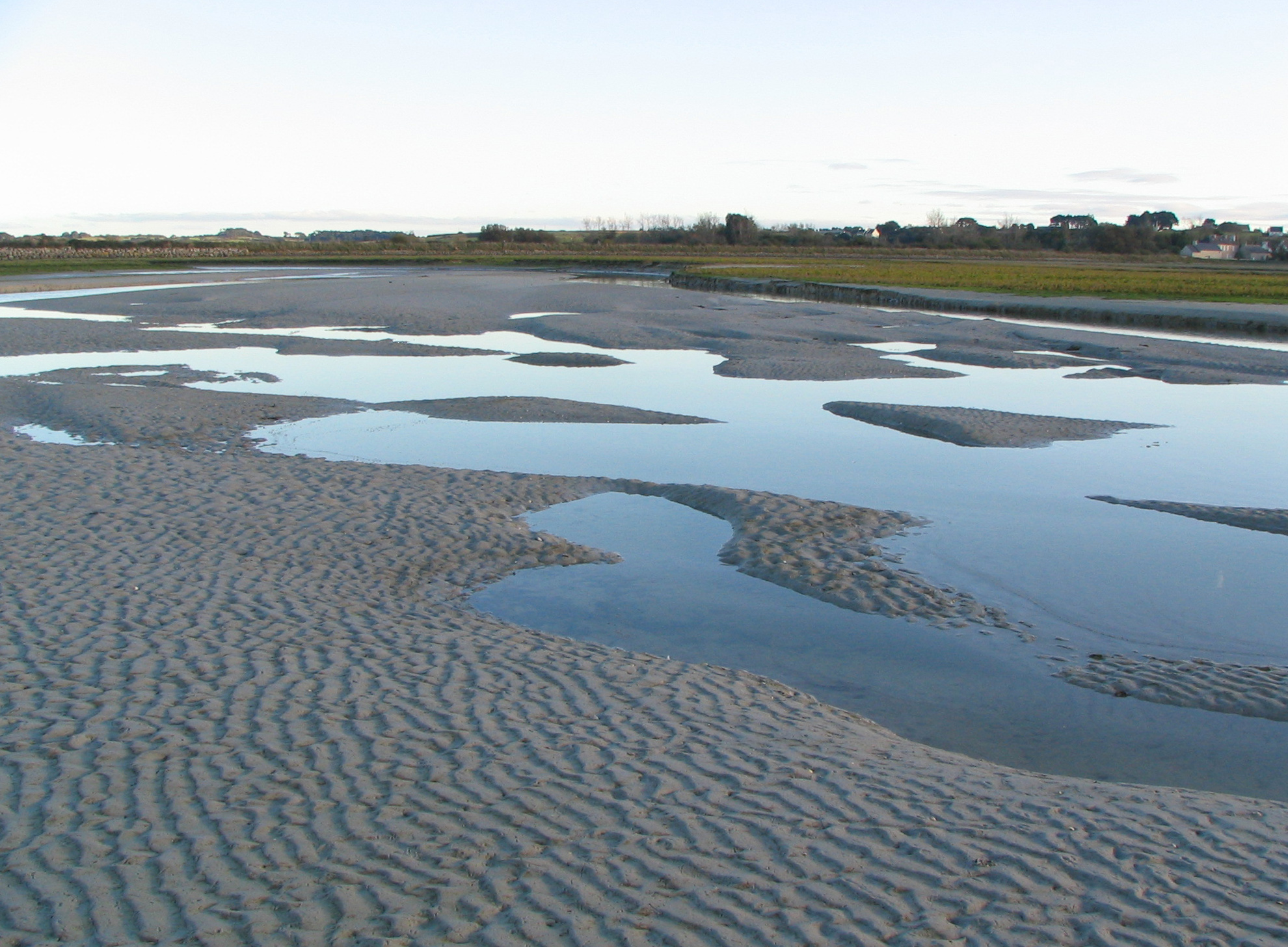
La Baie de Goulven à marée basse
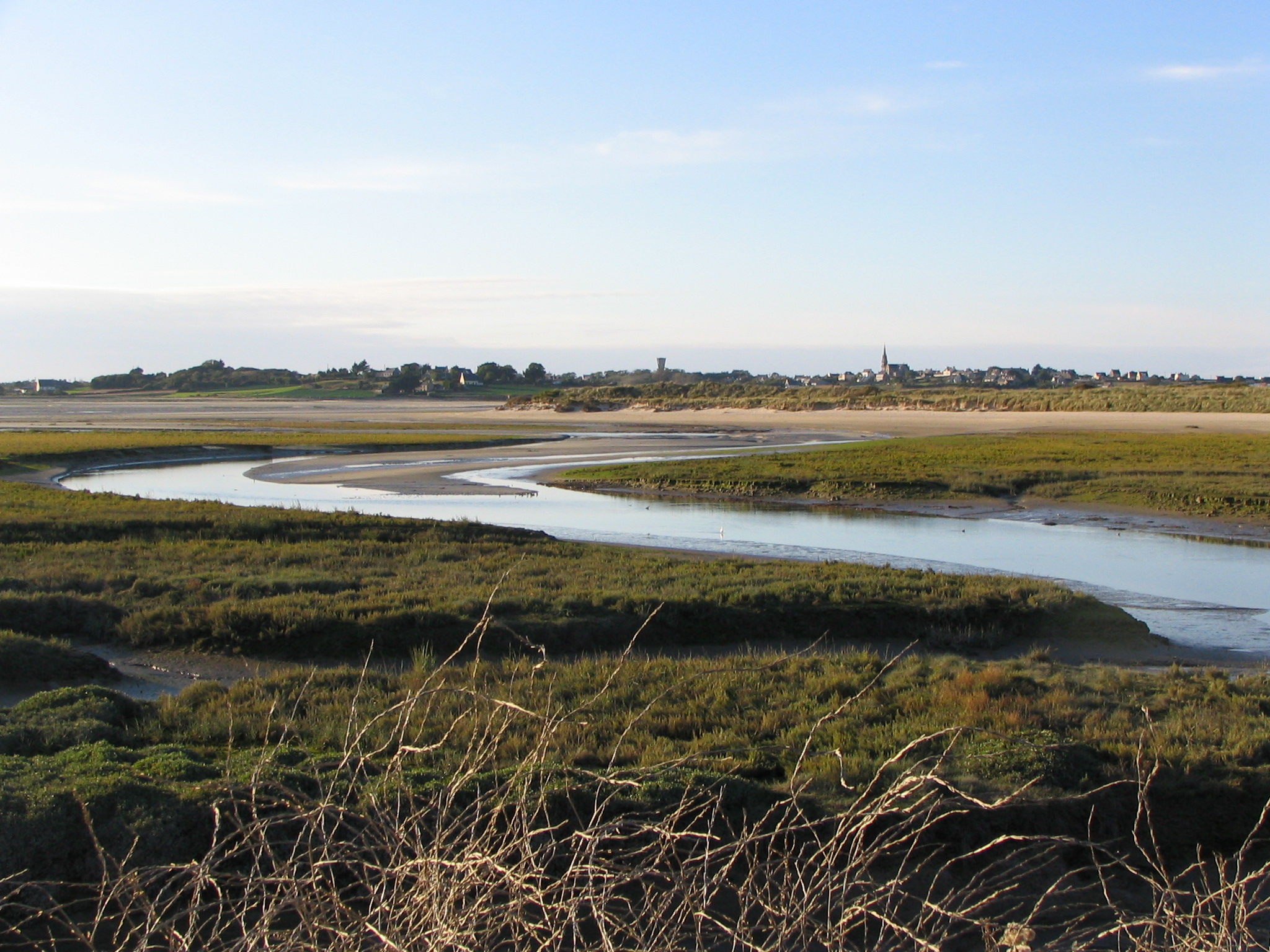
La Baie de Goulven
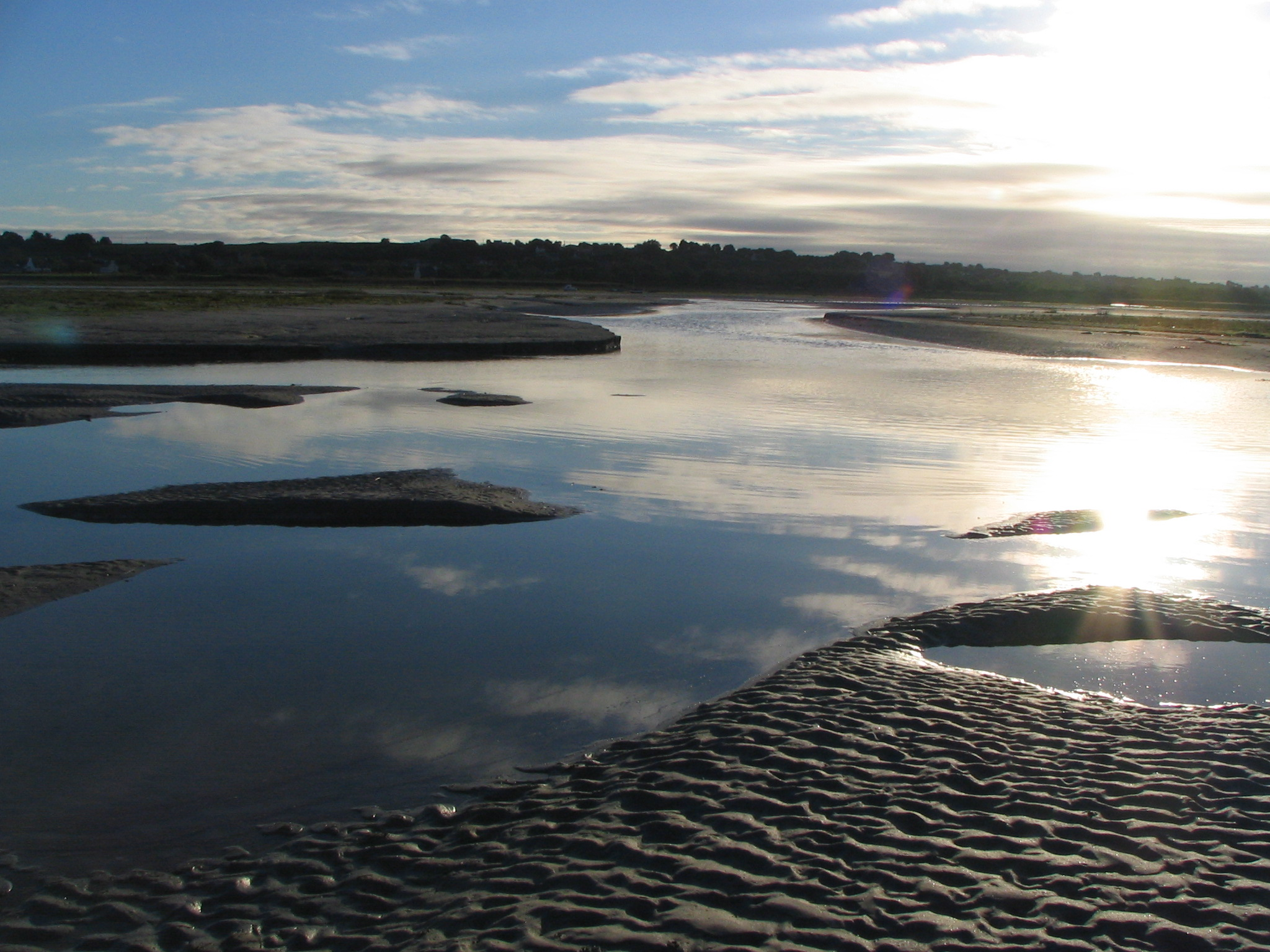
La Baie de Goulven à marée montante

Le recul du trait de côté est important dans la baie de Goulven : entre 1952 et 2009, le tracé a reculé de 0,70 à 1,20 mètre par an à proximité de Lannévez (au niveau des dunes de Keremma en Tréflez).

### Hydrographie
Pour un article plus général, voir Réseau hydrographique du Finistère.
La commune est située dans le bassin Loire-Bretagne. Elle est drainée par la Flèche, le Frout et un autre petit cours d'eau,.
La Flèche, d'une longueur de 23 km, prend sa source dans la commune de Bodilis et se jette  dans la Manche en limite de Tréflez et de Goulven, après avoir traversé dix communes. 

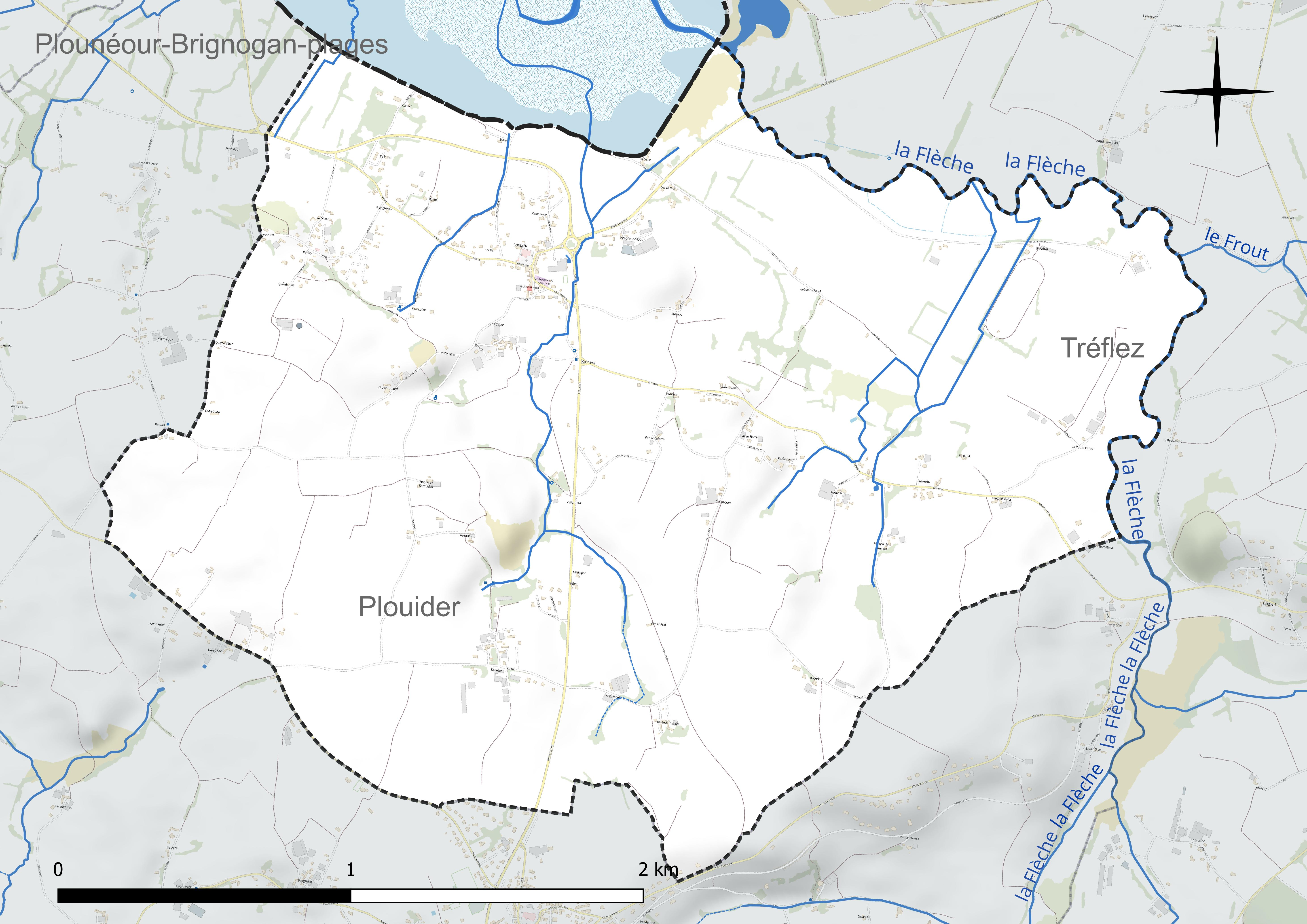
Réseau hydrographique de Goulven.

Le Frout, d'une longueur de 10 km, prend sa source dans la commune de Lanhouarneau et se jette  dans la Flèche sur la commune, après avoir traversé quatre communes. 

### Climat
Pour des articles plus généraux, voir Climat de la Bretagne et Climat du Finistère.
En 2010, le climat de la commune est de type climat océanique franc, selon une étude du CNRS s'appuyant sur une série de données couvrant la période 1971-2000. En 2020, Météo-France publie une typologie des climats de la France métropolitaine dans laquelle la commune est exposée à un climat océanique et est dans la région climatique  Finistère nord, caractérisée par une pluviométrie élevée, des températures douces en hiver (6 °C), fraîches en été et des vents forts. Parallèlement l'observatoire de l'environnement en Bretagne publie en 2020 un zonage climatique de la région Bretagne, s'appuyant sur des données de Météo-France de 2009. La commune est, selon ce zonage, dans la zone « Littoral », exposée à un climat venté, avec des étés frais mais doux en hiver et des pluies moyennes.  
Pour la période 1971-2000, la température annuelle moyenne est de 11,8 °C, avec  une amplitude thermique annuelle de 9,2 °C. Le cumul annuel moyen de précipitations est de 925 mm, avec 15,9 jours de précipitations en janvier et 7,4 jours en juillet. Pour la période 1991-2020, la température moyenne annuelle observée sur la station météorologique la plus proche, située sur la commune de Ploudaniel à 10 km à vol d'oiseau, est de 11,6 °C et le cumul annuel moyen de précipitations est de 1 146,8 mm,. Pour l'avenir, les paramètres climatiques de la commune estimés pour 2050 selon différents scénarios d'émission de gaz à effet de serre sont consultables sur un site dédié publié par Météo-France en novembre 2022.

## Urbanisme

### Typologie
Au 1er janvier 2024, Goulven est catégorisée commune rurale à habitat dispersé, selon la nouvelle grille communale de densité à 7 niveaux définie par l'Insee en 2022.
Elle est située hors unité urbaine et hors attraction des villes,.
La commune, bordée par la Manche, est également une commune littorale au sens de la loi du 3 janvier 1986, dite loi littoral. Des dispositions spécifiques d'urbanisme s'y appliquent dès lors afin de préserver les espaces naturels, les sites, les paysages et l'équilibre écologique du littoral, tel le principe d'inconstructibilité, en dehors des espaces urbanisés, sur la bande littorale des 100 mètres, ou plus si le plan local d'urbanisme le prévoit.

### Occupation des sols
L'occupation des sols de la commune, telle qu'elle ressort de la base de données européenne d'occupation biophysique des sols Corine Land Cover (CLC), est marquée par l'importance des territoires agricoles (93,6 % en 2018), en diminution par rapport à 1990 (98,7 %). La répartition détaillée en 2018 est la suivante :
terres arables (49,9 %), zones agricoles hétérogènes (38,6 %), zones urbanisées (5,7 %), prairies (5,1 %), zones humides côtières (0,6 %). L'évolution de l'occupation des sols de la commune et de ses infrastructures peut être observée sur les différentes représentations cartographiques du territoire : la carte de Cassini (XVIIIe siècle), la carte d'état-major (1820-1866) et les cartes ou photos aériennes de l'IGN pour la période actuelle (1950 à aujourd'hui).

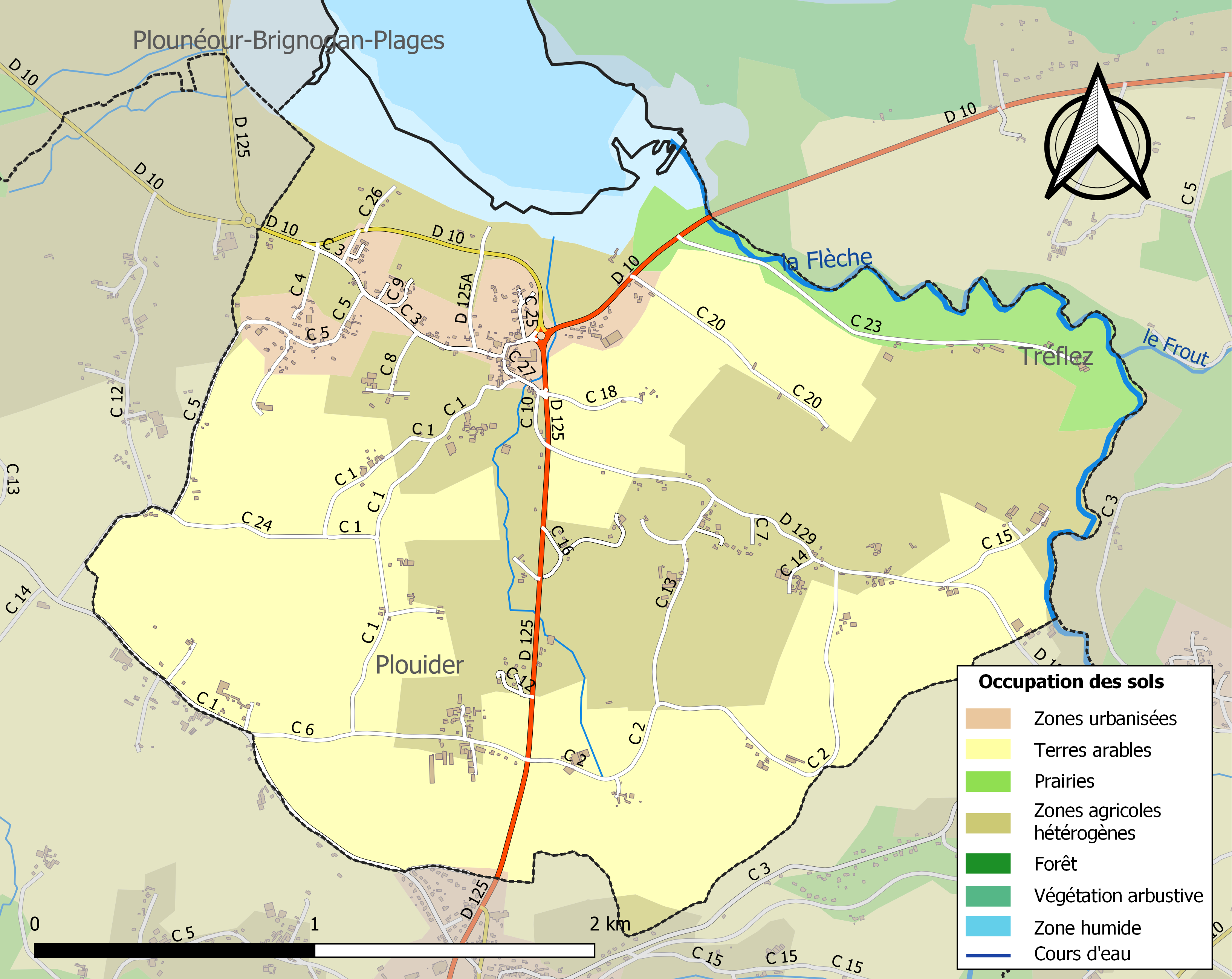
Carte des infrastructures et de l'occupation des sols de la commune en 2018 (CLC).

## Histoire

### Préhistoire
L'allée couverte du Cosquer, appelée aussi dolmen de Treguelc'hier, témoigne d'une occupation du territoire au Néolithique.

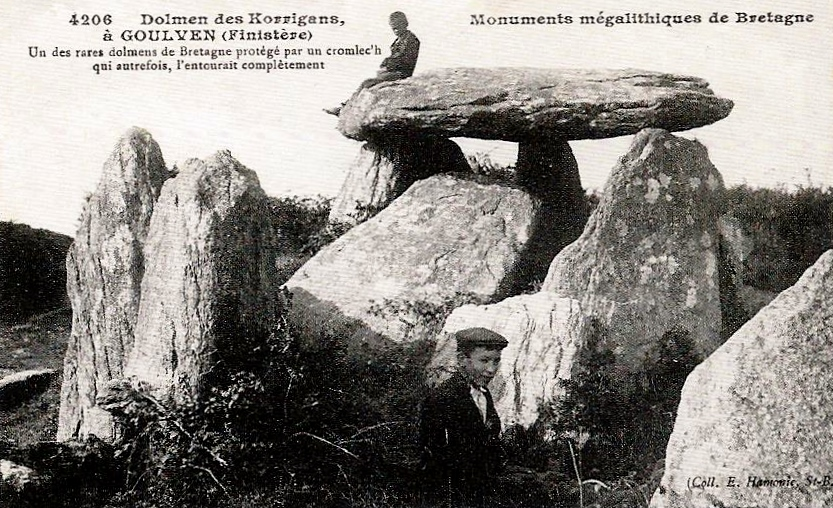
Le dolmen des Korrigans, entouré par un cromlech (carte postale Émile Hamonic).
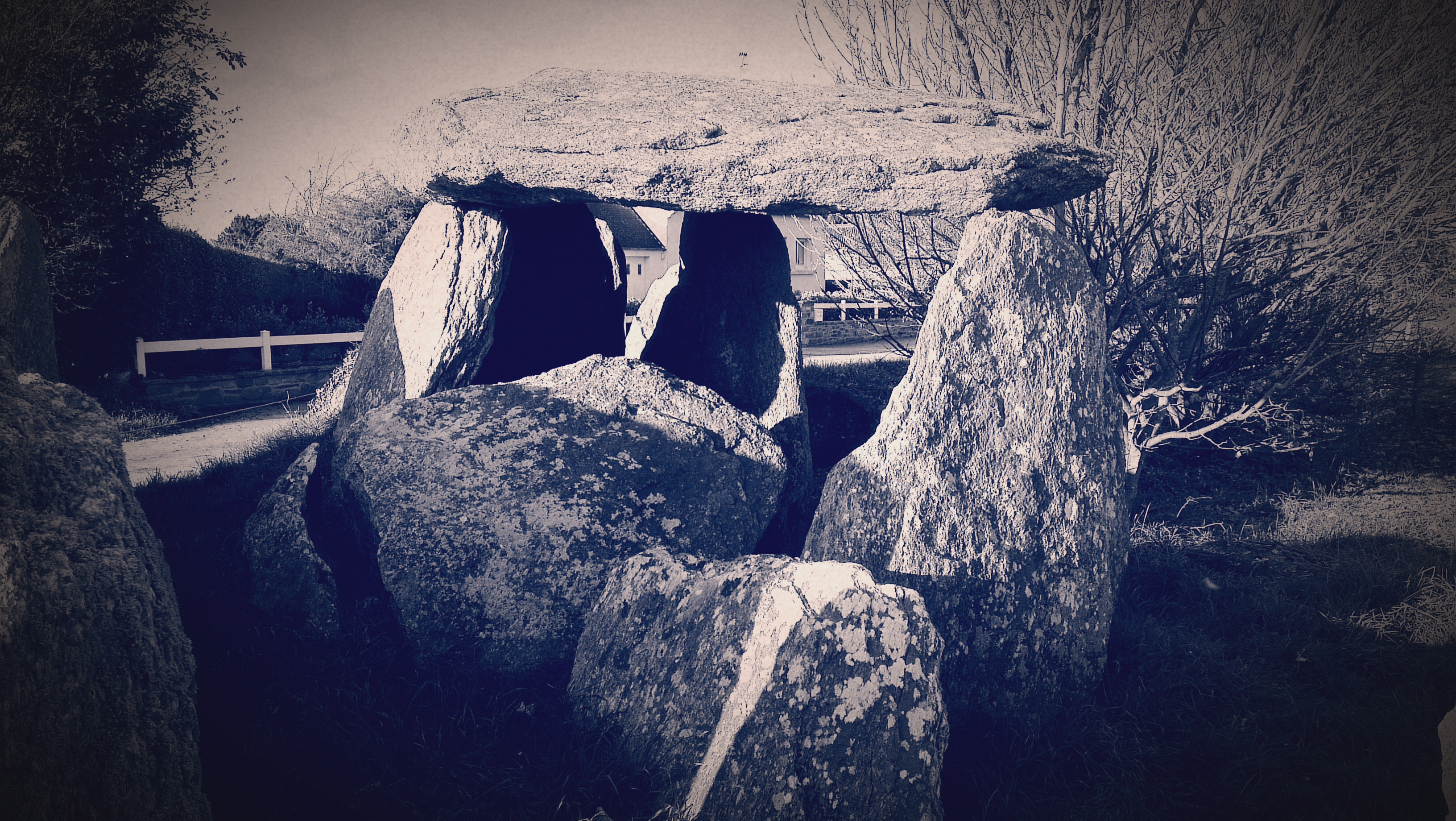
Le dolmen du Cosquer.
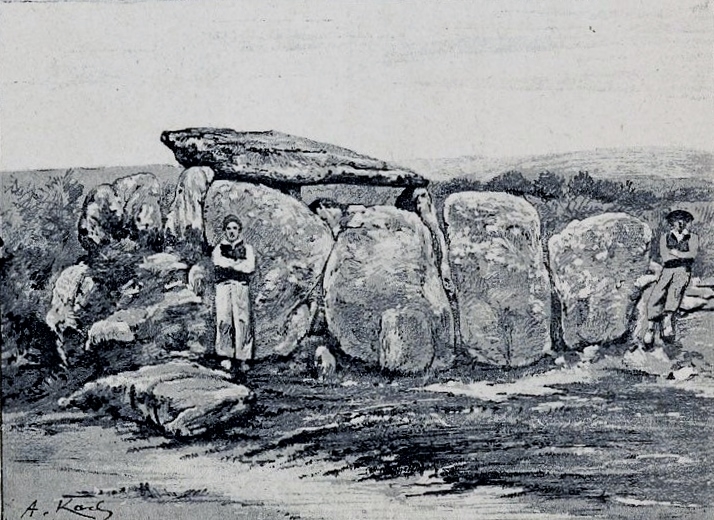
Le dolmen de Tréguelc'hier (dessin de A. Karl publié en 1893-1894).
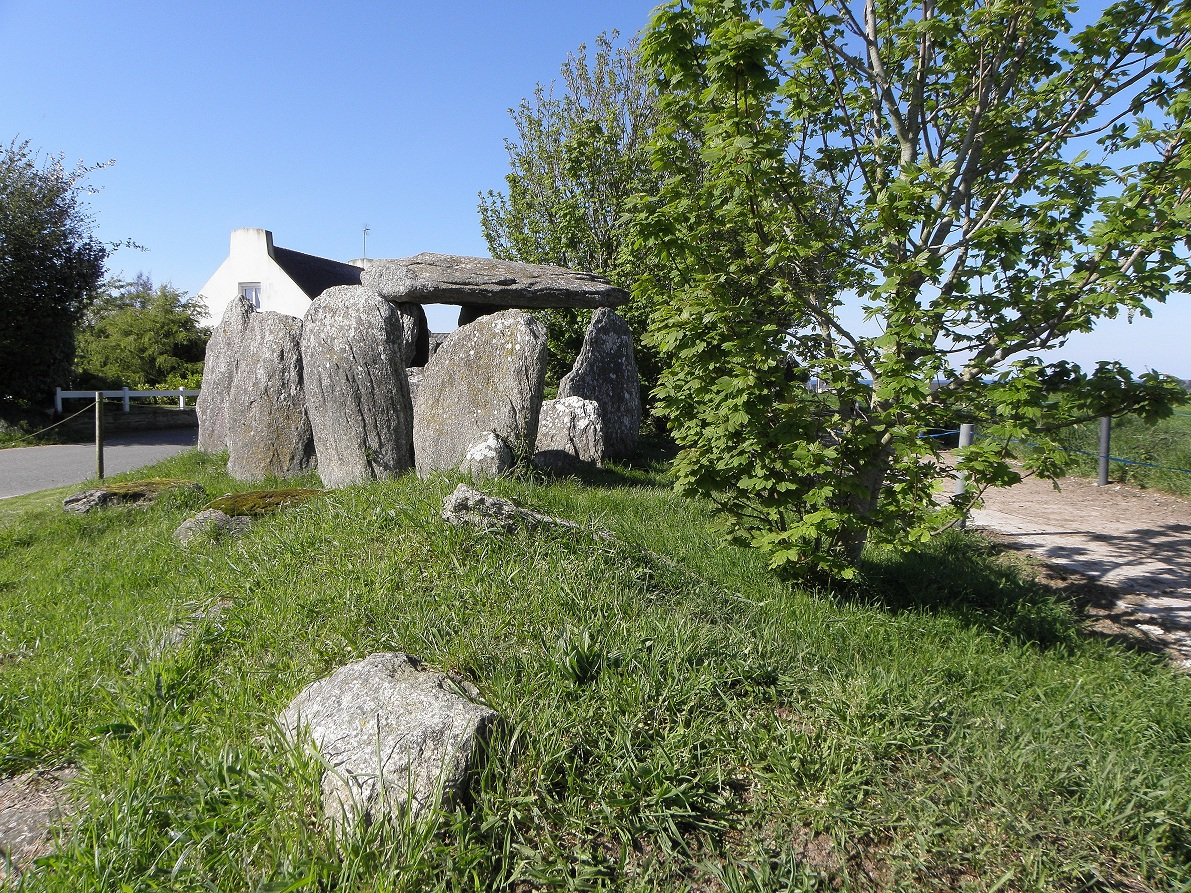
Le dolmen de Tréguelc'hier 1.
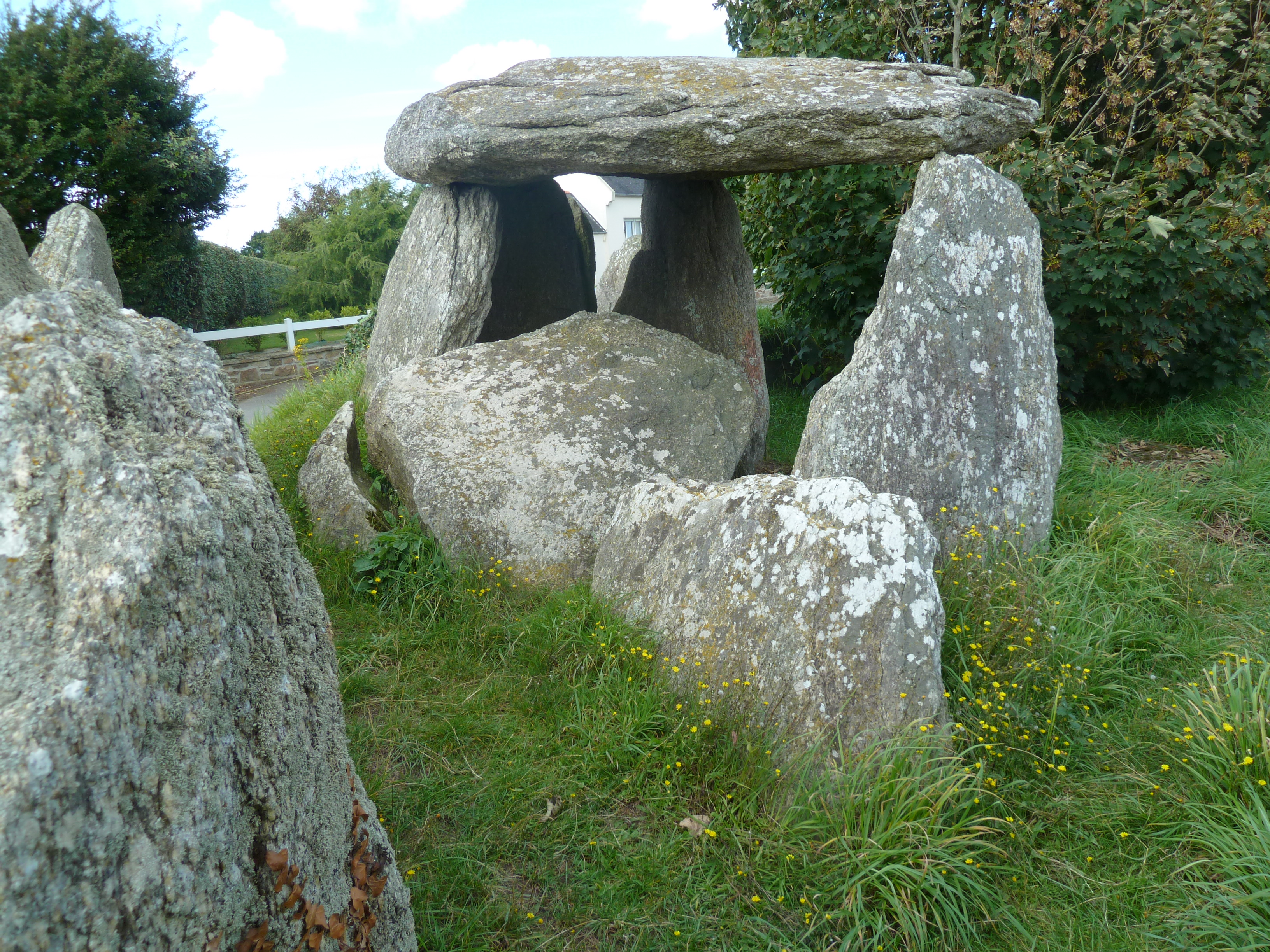
Le dolmen de Tréguelc'hier 2.

### Étymologie et origines
La paroisse de Goulven faisait partie de l'archidiaconé de Kemenet-Ily relevant de l'évêché de Léon et était sous le vocable de saint Goulven. Elle est issue d'un démembrement de la paroisse primitive de Plouider.
Deux versions de la création de Goulven par le saint éponyme existent : soit saint Goulven aurait construit un ermitage autour duquel un village se serait progressivement aggloméré, soit le comte Even aurait fait appel à l'aide de Goulven pour vaincre les envahisseurs normands et pour le remercier, le comte aurait fait construire l'ermitage.
Goulven, attiré par la solitude, finit par se retirer dans les bois, face à la mer, construisit son ermitage sous le nom de penity sant goulven, et planta trois croix pour marquer son parcours quotidien autour du minihi (sur la future paroisse de Goulven). Il mena une vie religieuse rythmée par la prière, la pénitence et le travail en compagnie d'un disciple nommé Maden, tout en accomplissant des miracles. « Le bruit et la renommée de sa Sainteté s'épandit de toute part, en sorte que le peuple venoit visiter en foule » écrit Albert Le Grand.

### Moyen Âge
Le roi de France François Ier accorda en 1544 aux barons de Penmarc'h (dans l'actuelle commune de Saint-Frégant), protecteurs de Goulven, le droit de foire. Au grand pardon de Goulven, qui était aussi le jour de la troisième foire du baron de Penmarc'h et jour de ses plaids généraux, le baron, à cause des prééminences qu'il avait dans l'église de Goulven, « avait le droit de prendre une poignée d'argent dessus l'offrande ».
La "Maison de Saint-Goulven", en plein bourg, est une ancienne auberge qui date de l'époque des premières foires de Goulven ; elle accueillait également les nombreux pèlerins venus honorer saint Goulven. Un passage voûté traversant le bâtiment donne accès à la cour et aux écuries ; à l'arrière, une tourelle abrite un escalier à vis en pierre, permettant d'accéder à l'étage.

### Époque moderne
En 1593 débute la construction du clocher de l'église de Goulven, achevé en 1639, de style Louis XIII. La disproportion du clocher par rapport au reste de l'édifice révèle le désir des habitants de montrer leur aisance financière.
Au XVIIIe siècle, Jacques Cambry écrit que Goulven est le « pays le plus fécond et le mieux cultivé du district ».
Vincent Gabriel de Penmarc'h (1656-1617), 8e baron de Penmarc'h, possédait, ainsi que son père, à Goulven le droit à quatre grandes foires, dont les jours de la saint Vincent (25 avril), saint Goulven et saint Louis, qu'à la Saint Goulven le seigneur rend la justice après avoir, la veille, fait faire le guet par ses hommes et vassaux de cette paroisse ; qu'à la saint Louis il est autorisé à prélever une poignée d'argent à l'offrande de la grand-messe paroissiale ; que chaque vendredi ont lieu à Goulven les marchés pendant lesquels se tient l'audience de la juridiction du seigneur et que ce dernier a le droit de prendre et de lever les droits de coutume sur les marchandises qui s'y vendent les jours de foire au marché ; qu'il en est de même pour la foire de la chapelle Saint-Gildas au Hellez en Guissény.
En 1759, une ordonnance de Louis XV ordonne à la paroisse de Goulven de fournir 9 hommes et de payer 59 livres pour « la dépense annuelle de la garde-côte de Bretagne ».

#### La récolte dugoémon

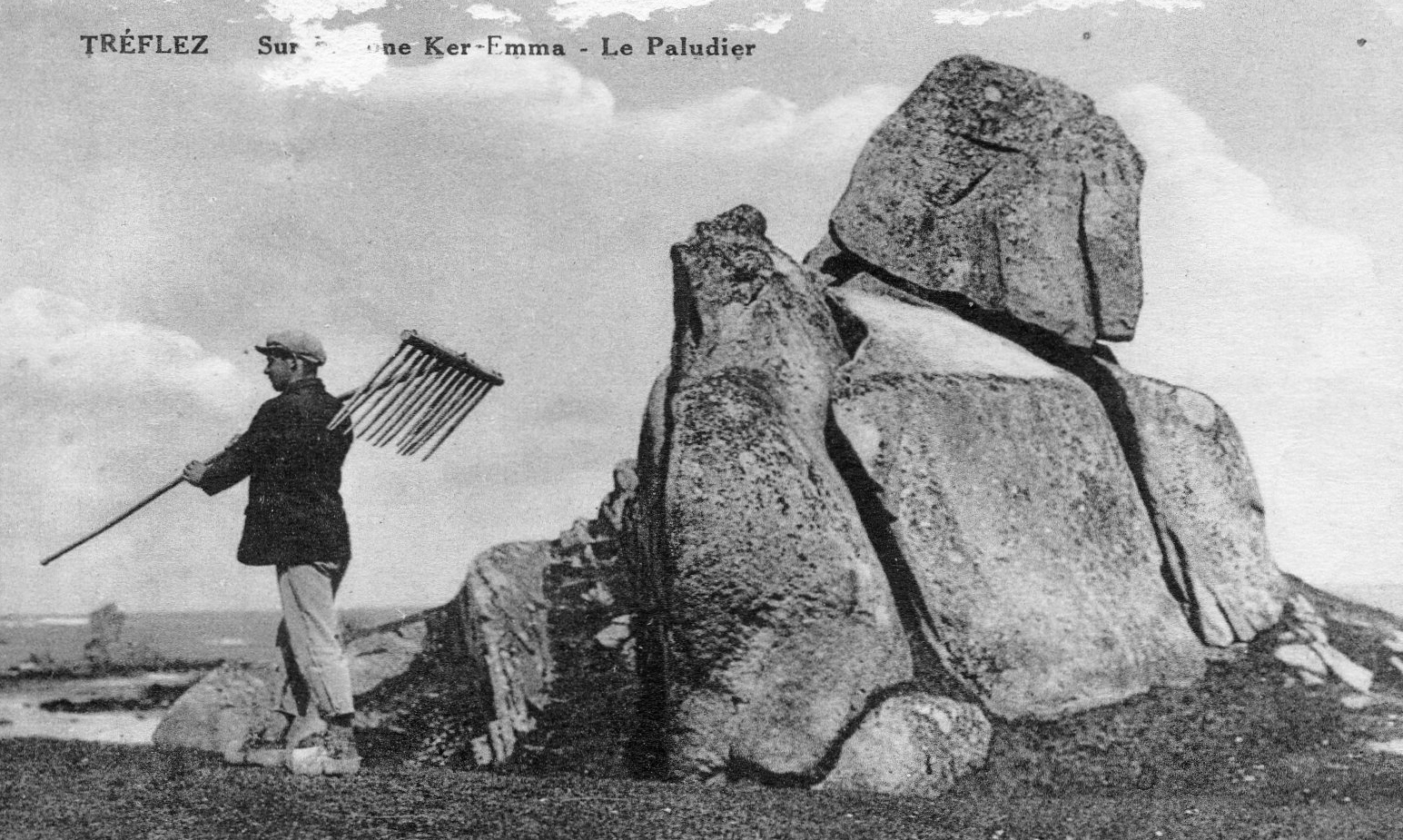
Goémonier sur les dunes de Keremma vers 1900

La collecte du goémon a suscité pendant des siècles de nombreuses querelles entre les habitants des paroisses littorales, comme l'écrit Antoine Favé :

« Du Corréjou à l'anse de Kernic, nous sommes sur les lignes d'un littoral aussi fertile en discussions héroïques, en batteries classiques, en procès interminables, qu'en gros temps et mauvais temps. Les administrateurs, les juges, les agents vigilants de la douane et de la maréchaussée, furent bien souvent mis sur les dents par les disputes, maintes fois meurtrières, de Plounéour-Trez, Goulven, Tréflez, Plounévez-Lochrist, Cléder, au sujet des délimitations de territoires et de questions de propriété touchant cette question vitale de la récolte du goémon. »

H. Soutré, recteur de la paroisse de Goulven, dans une lettre du 16 décembre 1774 adressée à l'évêque de Léon Jean-François de La Marche en réponse à son enquête sur la mendicité, écrit (l'orthographe de l'époque a été respectée) :

« Pour ce qui est de la grève, l'unique moyen d'obvier à tout différent seroit de poser des bornes solides pour chaque paroisse, parce que les rivières ou ruisseaux qui en font ordinairement la séparation, sont sujets à changer de plan par le flux et le reflux de la mer. Ces deux dernières années, tout a été tranquille dans ce quartier. »

#### Goulven en 1778
Jean-Baptiste Ogée décrit ainsi Goulven en 1778 :

« Goulven, dans un fond, à peu de distance de la mer ; à 5 lieues un quart à l'ouest-sud-ouest de Saint-Pol-de-Léon, son évêché ; à 43 lieues et demie de Rennes, et à 1 lieue trois quarts de Lesneven, sa subdélégation et son ressort. Cette paroisse relève du Roi et compte 600 communiants. C'est un prieuré qui est présenté [choisi] par l'Évêque. Ce territoire, bordé au nord par une grande anse pleine de sable, que la mer couvre à toutes les marées, et dans laquelle on voit une chapelle qui passe pour très ancienne, est un des plus fertiles de ce diocèse. Mais si le sol est bon, il faut avouer que les habitants le cultivent avec beaucoup de soin et d'exactitude : il est peu de paroisses où l'agriculture soit perfectionnée comme dans celle de Goulven. »

— Jean-Baptiste Ogée, Dictionnaire historique et géographique de la province de Bretagne

### LeXIXesiècle
En 1833, l'instituteur de Goulven est « tout à fait nul » et tient « un mauvais cabaret dont les orgies sont entendues à l'école ». Vers le milieu du XIXe siècle l'ossuaire désaffecté servit d'école.

#### Description de Goulven en 1843

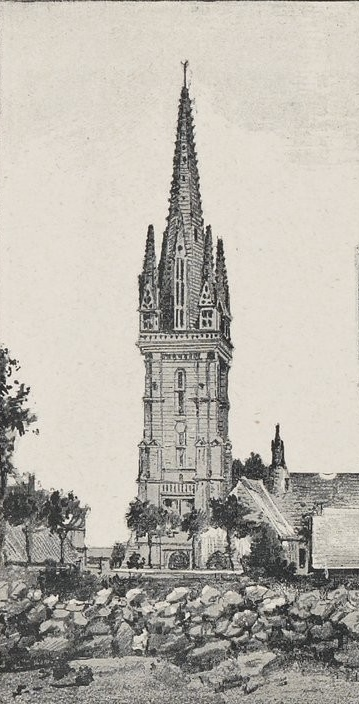
L'église de Goulven (dessin de A. Karl publié en 1893-1894)

A. Marteville et P. Varin, continuateurs d'Ogée, décrivent ainsi Goulven en 1843 :

« Goulven (sous l'invocation de saint Goulven) : commune formée par l'ancienne paroisse du même nom, aujourd'hui succursale. (...). Principaux villages : le Désert, Pénity, Brenngurus, Penarcreach, Pourat, Kerelec, Botmeur. Superficie totale : 638 hectares dont (...) terres labourables 357 ha, prés et pâtures 152 ha, bois 4 ha, vergers et jardins 6 ha, landes et incultes 75 ha (...). L'agriculture emploie beaucoup le goémon. Pendant toute l'année, les cultivateurs peuvent prendre sur les grèves celui que le flot amène ; mais la coupe sur les rochers ne se fait qu'en mars, avril, mai et juin. Il vaut 5 francs la charretée quand il est récolté de cette dernière façon, et 2 fr 50 quand il est récolté sur la grève. Goulven fait beaucoup de grains et en exporte environ mile hectolitres par an. Le bois de chauffage n'est pas très rare, mais le bois de charpente manque. Géologie : gneiss au sud du bourg, granite au nord. On parle le breton. »

— A. Marteville et P. Varin, Dictionnaire historique et géographique de la province de Bretagne
Le 12 novembre 1863, victime d'une forte tempête, le lougre Pauline-Aimée, de Nantes, se rendant de Noirmoutier en Angleterre, fut jeté sur les rochers du Gouelletoc ; ce naufrage fit trois victimes inhumées dans le cimetière de la commune.

#### L'épidémie devariolede 1864
En 1864, 1 517 cas de variole sont recensés dans le département du Finistère, dont de nombreux cas dans le canton de Lesneven :

« La variole a fait de nombreuses victimes dans plusieurs communes du canton : Plouider, Ploudaniel et Kernouës ont été les communes les plus éprouvées : les cas de mort y ont été nombreux. Plounéour-Trez, Kerlouan, Goulven ont eu aussi beaucoup de malades, mais la mortalité y a été moins sensible. »

#### Les témoignages d'Hervé Burel
Hervé Burel raconte que, pendant la Guerre de 1870, «on faisait des prières collectives. (...) Deux fois par semaine, d'importants groupes de personnes, d'hommes et de femmes, marchaient sur la route qui conduit à Goulven (...). Le saint patron de cette paroisse s'appelle Goulven et, d'après ce que l'on dit, il fut autrefois un guerrier, un tueur d'hommes lors des guerres d'autrefois, bien qu'il fût évêque. Quel drôle de saint ! (...) Nous nous rendions par troupes entières pou demander de l'aide à Goulven. (...) Nous disions alors le rosaire au saint patron des tueurs d'hommes.
Hervé Burel écrit vers la fin du XIXe siècle : « Un peu avant d'atteindre un petit bourg nommé Goulven [nous voyons] un grand troupeau de moutons, en compagnie d'oies, boutant au bord de la mer ».

### LeXXesiècle

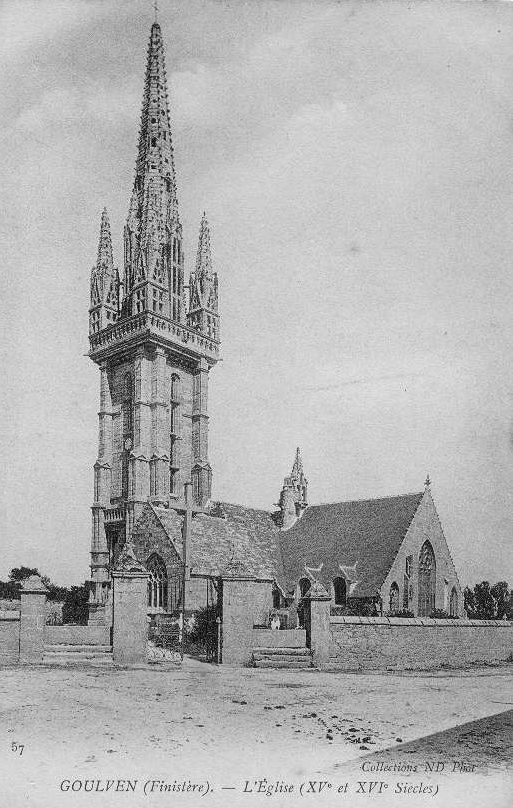
L'église paroissiale de Goulven au début du XXe siècle
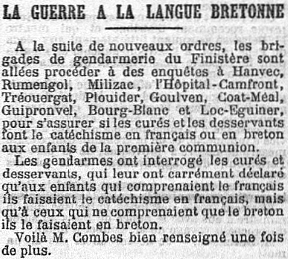
La lutte contre l'emploi de la langue bretonne par le clergé (journal La Croix du 25 novembre 1903).

#### La Première Guerre mondiale

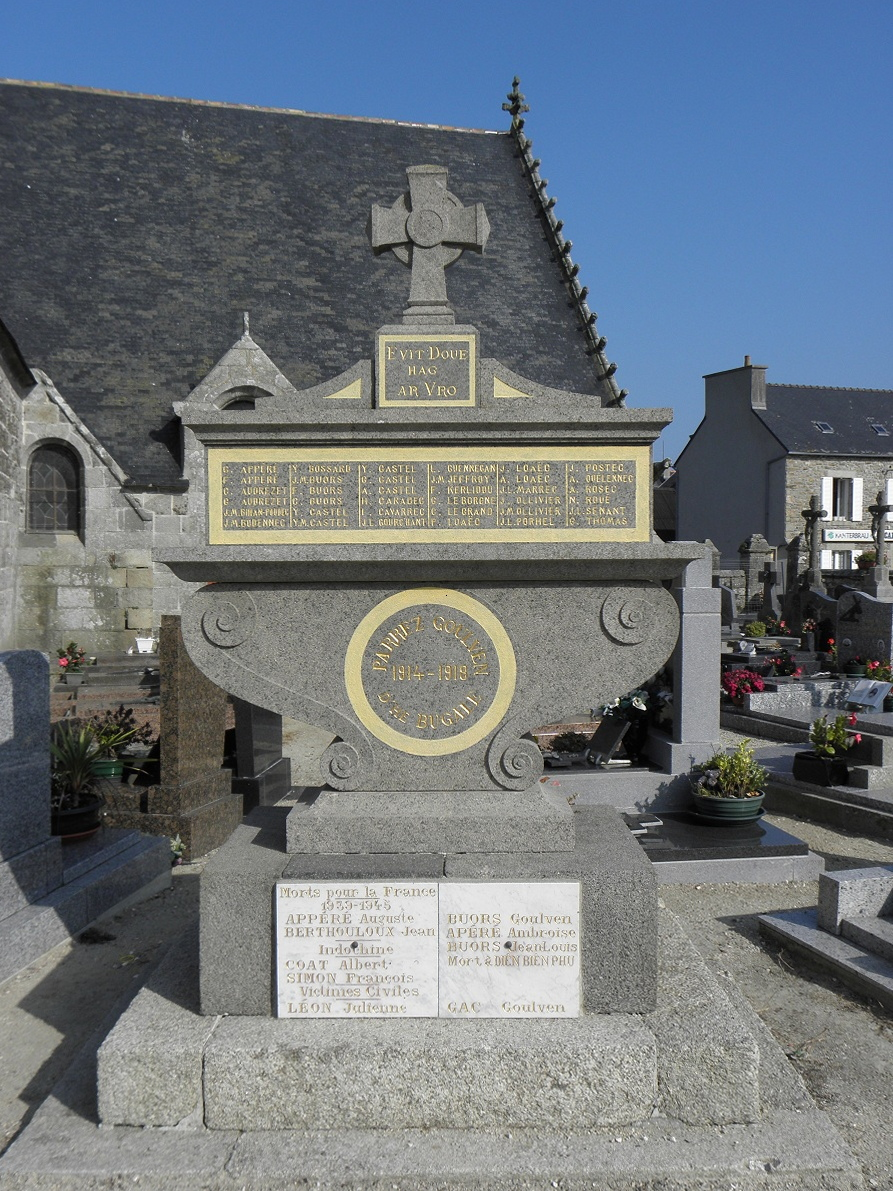
Le monument aux morts de Goulven

Le monument aux morts de Goulven porte les noms de 36 soldats et marins morts pour la France pendant la Première Guerre mondiale : parmi eux 3 au moins (François Buors, Yves Castel, Ildut Cavarec) sont morts en Belgique, 1 (Jean Bodennec) à Salonique (Grèce) dans le cadre de l'expédition de Salonique, 2 (Jean Marrec, Noël Roué) alors qu'ils étaient prisonniers de guerre en Allemagne ; la plupart des autres sont décédés sur le sol français.

#### La Seconde Guerre mondiale
Le monument aux morts de Goulven porte les noms de cinq personnes mortes pour la France pendant la Seconde Guerre mondiale : Auguste Appéré, Jean Berthouloux, Goulven Buors, Goulven Gac et Julienne Léon (ces deux derniers tués par faits de guerre sont des victimes civiles).

#### L'après Seconde Guerre mondiale
Trois soldats originaires de Goulven (Jean Buors, Albert Coat, François-Marie Simon) ont été tués pendant la Guerre d'Indochine.

## Démographie
| 1793 | 1800 | 1806 | 1821 | 1831 | 1836 | 1841 | 1846 | 1851 |
| ---- | ---- | ---- | ---- | ---- | ---- | ---- | ---- | ---- |
| 531  | 622  | 605  | 739  | 749  | 752  | 751  | 797  | 798  |

| 1856 | 1861 | 1866 | 1872 | 1876 | 1881 | 1886 | 1891 | 1896 |
| ---- | ---- | ---- | ---- | ---- | ---- | ---- | ---- | ---- |
| 788  | 779  | 859  | 849  | 820  | 750  | 730  | 750  | 761  |

| 1901 | 1906 | 1911 | 1921 | 1926 | 1931 | 1936 | 1946 | 1954 |
| ---- | ---- | ---- | ---- | ---- | ---- | ---- | ---- | ---- |
| 780  | 813  | 781  | 752  | 757  | 705  | 725  | 647  | 602  |

| 1962 | 1968 | 1975 | 1982 | 1990 | 1999 | 2006 | 2008 | 2013 |
| ---- | ---- | ---- | ---- | ---- | ---- | ---- | ---- | ---- |
| 561  | 510  | 444  | 470  | 482  | 447  | 452  | 454  | 436  |

| 2018 | 2022 | - | - | - | - | - | - | - |
| ---- | ---- | - | - | - | - | - | - | - |
| 445  | 439  | - | - | - | - | - | - | - |

## Monuments

### Église Saint-Goulven et son clocher
L'église Saint-Goulven, de style gothique, date du XVe siècle. Le clocher Renaissance est daté à sa base de 1593. Celui-ci, finement sculpté sur ses 58 mètres de haut, est, sans aucun doute, l'un des plus beaux du Finistère[réf. souhaitée], au même titre que ceux de la basilique Notre-Dame du Folgoët et du Kreisker à Saint-Pol-de-Léon, ressemblant aussi à ceux de Pleyben et de Saint-Thégonnec.
À l'intérieur, les scènes évangéliques peintes sur le devant de l'autel sont d'une grande qualité artistique. Le maître-autel en kersanton est divisé sur sa façade en quinze arcades flamboyantes et porte une frise de feuillages largement sculptée. Les sculptures en bois polychrome de l'autel côté nord datent du XVe siècle. Chacune des scènes, très colorées et naïves, raconte un miracle de saint Goulven. Celui-ci est encore honoré dans le vitrail moderne du chœur et sur une peinture du plafond de la chapelle latérale. Réalisée au XVIIe siècle, elle représente le comte Even et ses hommes d'armes, remerciant Goulven après un combat livré contre les Normands. Le saint, par ses prières, avait donné la victoire à Even qui débarrassa ainsi le pays des barbares. Le buffet d'orgues date aussi du gothique flamboyant. Le porche est daté de 1505 et est de style gothique en dépit de la date tardive car ce style a alors perduré en Basse-Bretagne.
L'ossuaire porte la date de 1709 mais a été très remanié par la suite. En 1880, la crypte souterraine de l'ossuaire est ouverte et on y trouve un reliquaire contenant un os de l'avant-bras attribué à saint Goulven.

### Fontaine de Saint-Goulven
Saint Goulven venait de naître peu après le débarquement de ses parents sur le rivage voisin. Complètement démuni, ne trouvant pas une goutte d'eau pour étancher la soif de la mère et de l'enfant, Glaudan le père invoqua Dieu. Aussitôt jaillit en ce lieu une source où l'on édifia une fontaine.
Ce monument de style Renaissance est entouré d'une enceinte carrée sur laquelle sont disposés des bancs de granit pour les pèlerins et malades. À l'intérieur du mur latéral gauche, est encastré un sarcophage qui passe pour avoir été le lit ou le bateau de saint Goulven (Bag sant Houlhan). Les malades s'y étendaient dans l'espoir d'être guéris. Dans le mur du fond, une ruche formée abrite une statue en granit de saint Goulven, représenté en évêque de Léon. Le premier dimanche de juillet, jour du pardon, on venait en procession jusqu'à la fontaine. Le célébrant y plongeait le reliquaire contenant un os du bras du saint afin de renouveler les vertus miraculeuses et curatives des eaux.

### La chapelle du Pénity
La chapelle du Pénity (Pénity signifie « ermitage » en français ; elle a été construite à l'emplacement supposé de l'ermitage de saint Goulven) date de 1670. Elle est surmontée d'un clocheton et est maintenant désaffectée pour le culte, servant de lieu d'exposition.

La chapelle du Pénity
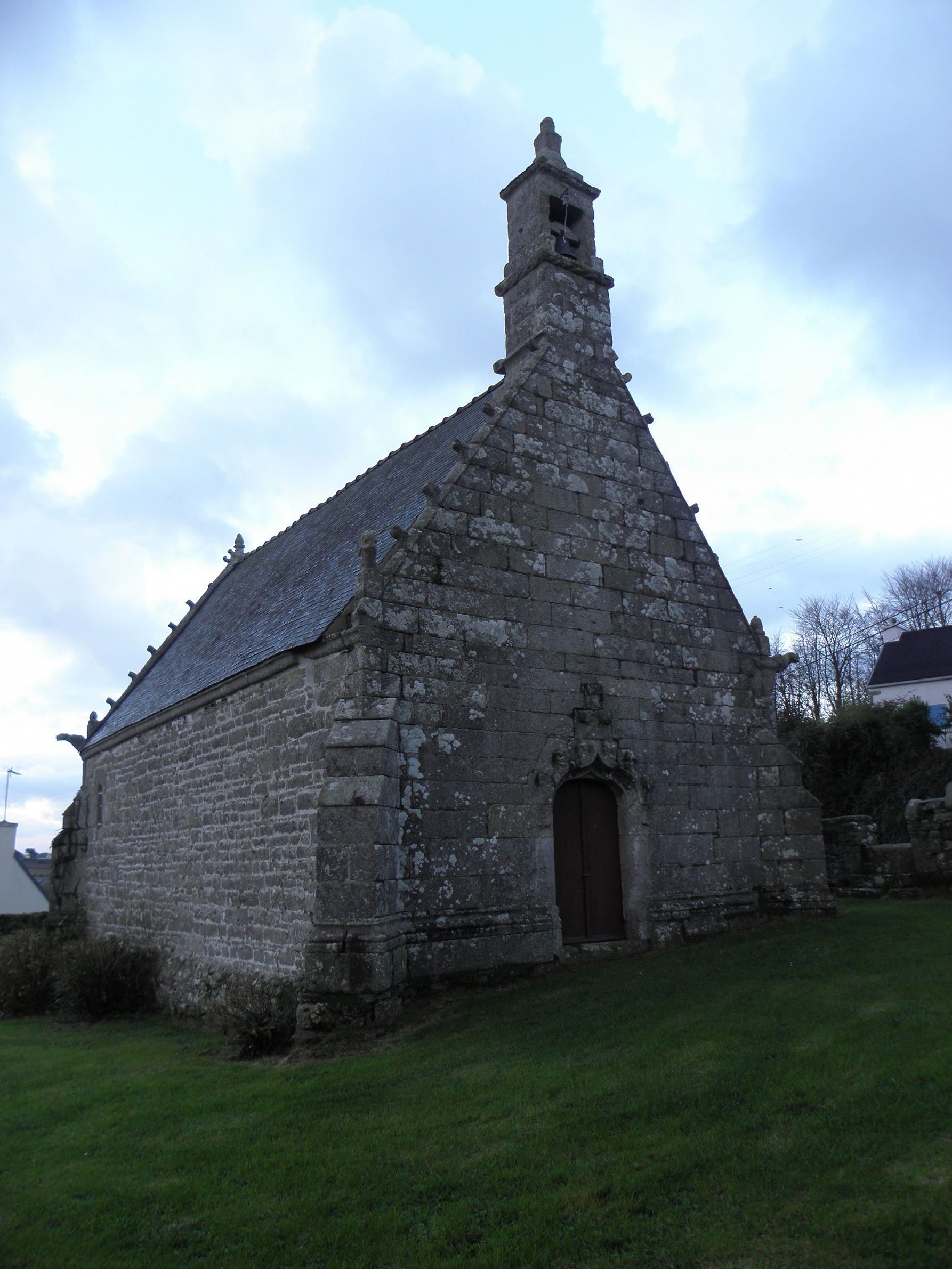
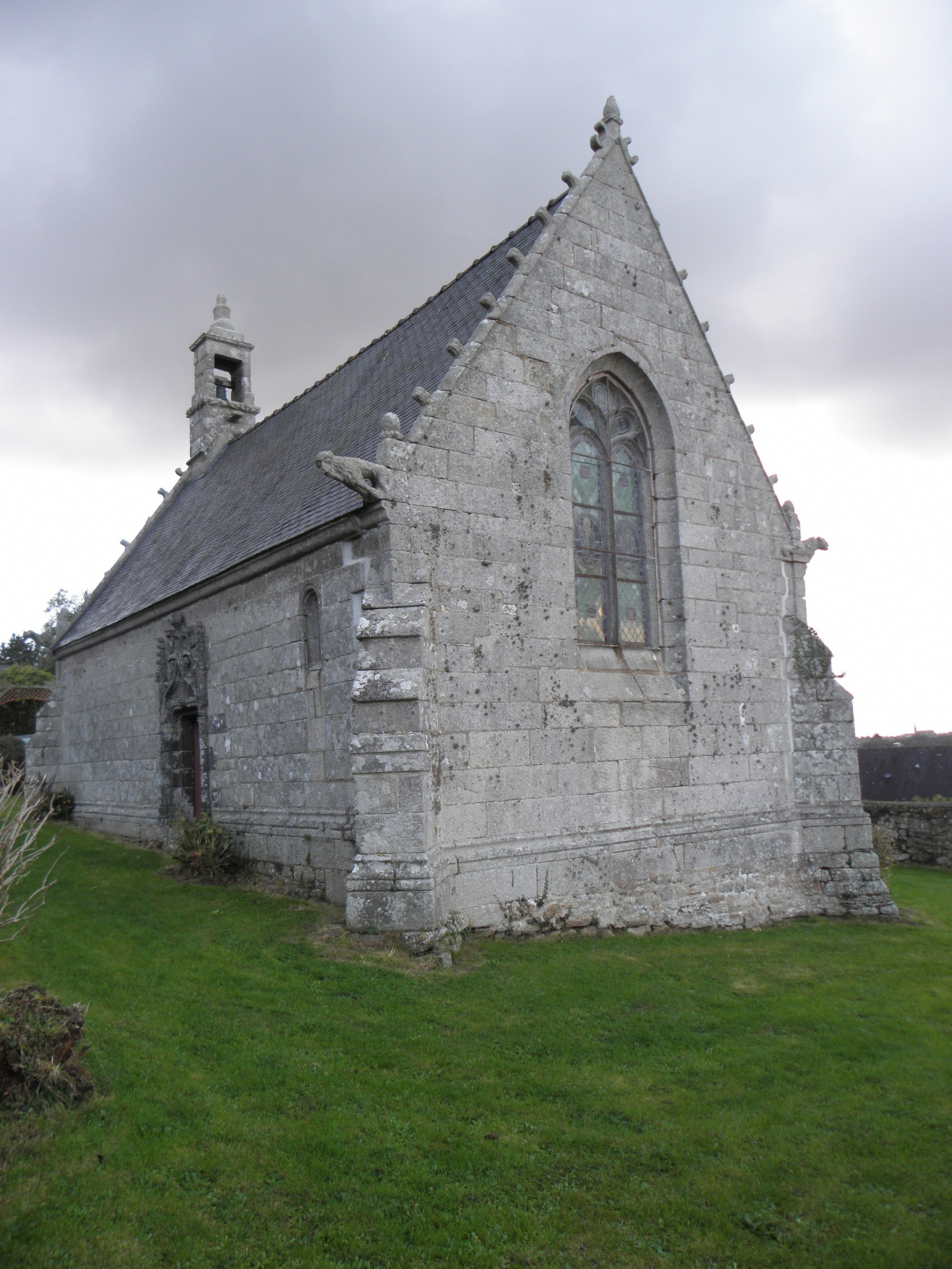

### Maison ancienne
Une maison ancienne, de style gothique, datant du XVIe siècle (elle porte l'inscription : ceste maison estat st Golve et fut faicte l'an 1560), du bourg de Goulven est inscrite aux monuments historiques par arrêté du 18 mai 1926. C'était probablement une hôtellerie pour pèlerins bâtie peu après l'autorisation donnée aux seigneurs de Penmarc'h (en Saint-Frégant), aussi seigneurs de Goulven, de tenir des foires à Goulven.

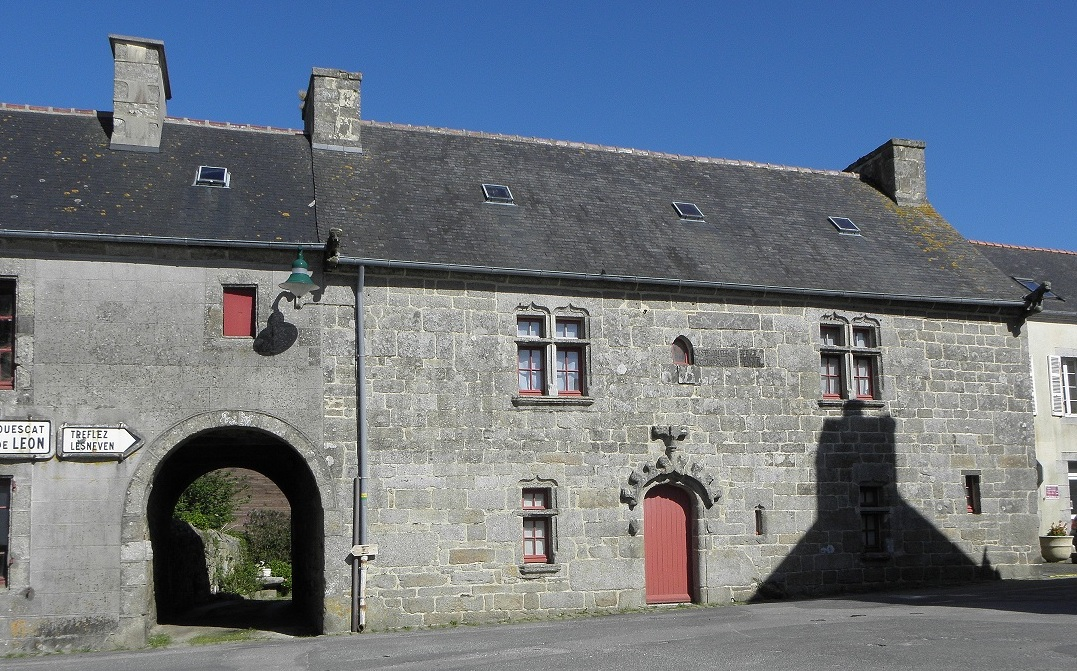
Maison ancienne inscrite aux monument historique dans le bourg de Goulven.